# 美國對中華人民共和國的制裁
美國對中华人民共和国制裁是美國聯邦政府部门對中华人民共和国政府、企业、机构和个人的一系列单边国际制裁，分为外交制裁、经济制裁、军事制裁等。其中，軍事制裁從1989年就開始，而绝大部分的制裁都是於美國第45任總統唐纳德·特朗普任內和第46任總統乔·拜登任内实施。
军事制裁包括武器禁运。经济制裁是针对中国航天、核能、中国制造2025等领域进行技术封锁。制裁理由有中华人民共和国人权问题、美国国家安全等。

## 制裁历史
1989年六四事件後，美國政府对中华人民共和国实施武器禁运，是目前持續至今的最早的制裁項目。
2011年，美國推出的沃爾夫條款，禁止NASA和中國政府的任何聯繫。2021年，雖然美方提到不打算解除沃爾夫條款，不過美國宇航部門強調，在太空碰撞的風險、數據共享方面，美國對合作仍保持開放態度，例如嘗試讓中國參與清理太空垃圾等。
2019年8月14日，美国商务部工业和安全局将中广核集团及其关联公司共4家实体列入实体清单。
2020年12月18日，美国商务部工业与安全局将中芯国际及其附属公司，以及大疆创新等4家医疗及无人机技术公司等列入美国《出口管制条例》实体清单。
2024年5月9日，美国将37家中国实体加入贸易黑名单。
2024年10月21日，美国对支持伊朗和巴基斯坦武器计划的中国公司实施限制。

## 制裁理由

### 违反美国对俄罗斯的单边制裁
2018年9月20日，美国国务院宣布，因中方违反《以制裁反击美国敌人法案》向俄罗斯购买苏-35战斗机及S-400防空导弹等军事装备，将对中国中央军委装备发展部及该部部长李尚福实施制裁。美方表示，中央军委装备发展部今后不能通过美国的金融系统进行任何交易，美国公司不能与中央军委装备发展部有任何商业来往，部长李尚福也不会获发美国签证。同日，中国外交部发言人对此表示强烈愤慨和严正交涉，要求美方撤销制裁，“否则美方必须承担由此造成的后果”。
2018年9月22日，中国外交部召见美国驻华大使泰里·布兰斯塔德，就美国制裁中国军方机构及负责人提出严正交涉。同日，中央军委国际军事合作办公室副主任黄雪平召见美国驻华使馆代理國防武官孟绩伟上校（David Menser），就美方宣布对中国中央军委装备发展部及该部负责人实施制裁提出严正交涉和抗议。与此同时，中央军委决定，立即召回在美国参加第23届国际海上力量研讨会并计划访问美国的中国人民解放军海军司令员沈金龙上將；推迟计划于9月25日至27日在北京举行的中美两军联合参谋部对话机制第二次会议。中国国防部表示，中方要求美方立即纠正错误，撤销有关制裁，中国军队保留进一步采取反制措施的权利。
2023年1月26日，美国对一家据称向瓦格纳集团（Wagner Group）提供卫星图像的中国卫星公司进行制裁，此举旨在削弱俄罗斯在乌克兰发动战争的能力。美国财政部特别指出长沙天仪空间科技研究院有限公司（简称“天仪研究院”，Spacety China）及其卢森堡子公司“天仪卢森堡公司”向一家俄罗斯科技公司提供“乌克兰各地点的卫星图像”，以支持瓦格纳作战行动。在美国制裁下，“天仪卢森堡公司”和“天仪研究院”在美国或由美国人拥有或控制的所有财产和财产权益都被冻结，美国人或在美国境内（或过境）的外国人禁止和受制裁的实体进行交易。
2023年2月24日，美国以涉俄因素为由制裁中国企业。
2023年4月12日，工业和安全局将12家中国实体加入实体清单，理由是“一些实体已经参与，正在参与，或构成参与或正在参与违反（美国）国家安全或外交政策利益的活动的重大风险”。这些实体主要是将相关产品销售给俄罗斯的电子元器件的分销商。
2023年10月6日，美国商务部宣布，将中国的42家企业和团体追加列入原则上禁止出口的清单。由于這些公司涉嫌向俄罗斯提供了有助于军事产品开发的相关技术，因此遭到美國制裁。
2023年11月2日，美国财政部以在俄乌问题上向俄罗斯提供支持為由宣布对130个来自中国、土耳其等国的实体和个人实施制裁。
2024年4月10日，美国商务部将江西新拓实业有限公司、深圳嘉思博科技有限公司列入清单，原因是這些公司涉嫌參與俄軍的無人機業務。
2024年5月1日，美国政府以涉及协助俄国在乌克兰的战争为由，制裁20间中国及香港企业。
2024年8月，美以涉俄为由将多家中国实体列入出口管制“实体清单”。

### 威胁到同行业竞争的美国企业利益以及限制中國半導體產業
2018年10月29日，美国商务部声明指，该部已经把福建晋华集成电路有限公司列入商务部实体名单，限制对其出口，原因是该公司新增的存储芯片生产能力将威胁到为军方提供此类芯片的美国供应商的生存能力。同日，中国商务部发布公告，公布对原产于美国和沙特阿拉伯等国的进口乙醇胺的反倾销调查终裁结果，对相关美国企业征收最高达97.1%的反倾销税。
2020年12月18日晚，美国商务部工业与安全局宣布，由于诺思微系统窃密案，将诺思（天津）微系统有限责任公司、天津微纳制造技术有限公司、天津大学等列入美国《出口管制条例》实体清单。
2024年12月2日，美国政府三年来第三波对中国半导体行业出口禁限措施，将140家中国公司纳入管控清单。
2025年1月3日，美国商务部工业与安全局将11家中国实体纳入实体清单，1月6日起生效，据工业与安全局称，此举目的在于，限制这些实体获取美国生产的产品，以保护美国的国家安全和政策利益。
2025年1月15日晚，美国商务部工业和安全局将14家中国实体列入实体清单。

### 参与解放军军需物资采购及军事研究
2019年5月13日，美国商务部工业与安全局宣布，因违反《美国出口管制条例》规定向伊朗政府及中国人民解放军提供技术、损害美国国家安全，对中国内地和香港的4个实体及2个个人实施制裁，将其列入管制实体名单。
2019年5月23日，美国商务部以支持中国军需物资采购为由，将哈尔滨工程大学等33家企业和组织列入美国《出口管制条例》实体清单。
2019年6月21日，美国商务部工业与安全局宣布，由于参与中国军事科学研究，美国已将涉及生产中国神威·太湖之光、曙光星云两台超级计算机的中科曙光、无锡江南计算技术研究所、海光公司、成都海光集成电路、成都海光微电子技术等五家中国企业列入国家安全出口管制清单。
2020年11月12日，美国总统特朗普签署第13959号行政命令，禁止所有美国投资者（包括机构投资者和散户投资者）购买或投资美国政府认定为“共产党中国军队公司”的公司的证券。“中国共产党军事公司”是指美国国防部根据《1999财政年度国防授权法》第1237条确定的任何公司。该禁令于2021年1月11日生效。2020年12月28日，发布了行政命令指南，明确该命令包括相关公司的子公司。2021年1月13日，通过修订指令加强了行政命令，该指令要求在2021年11月11日前撤资。
2020年12月18日晚，美国商务部工业与安全局宣布，由于参与中国军事科学研究，将中国船舶工业集团及其附属公司、北京理工大学、南京理工大学、南京航空航天大学、Nanjing Asset Management Co., Ltd.、江苏南航恒响科教器材公司、同方威视技术股份有限公司、北京邮电大学等列入美国《出口管制条例》实体清单。
2020年12月21日，美国商务部工业和安全局宣布将修改出口管理条例（EAR），并且增加新的“军事最终用户”（MEU）清单，同时公布了最新被加入MEU清单的103个实体，其中包括58家中国公司和45家俄罗斯公司。美国政府已将这些公司确定为EAR中的“军事最终用户”控制目的的“军事最终用户”，该控制适用于对中国、俄罗斯、委内瑞拉和此类物品运往禁止的“军事最终用户”。
2021年4月8日，美国商务部以破壞美國军事现代化為由将7个中国超级计算机实体列入实体清单。
2021年7月9日，美国商务部工业和安全局表示，杭州华澜微电子与北京东土科技等企业，被认为“违反美国国家安全与外交政策活动，认为正在采购或试图采购源自美国商品，以支持中国军事现代化”，而被列入实体清单。武汉锐科光纤激光技术则因“构成违反出口管制规则（EAR）风险行为，可能参与采购美国原产商品，用于未经授权的军事用途”，而列入该清单。。
2021年11月24日，美国商务部将27个中国实体和个人列入"实体清单"，其中涉及12间中国企业，被列入黑名单的中企包括杭州中科微电子、湖南国科微电子股份、新华三技术（New H3C）、西安航天华迅科技和苏州云芯微电子科技。美方認為這些企業支持中国解放军军事现代化。另有6个中国和巴基斯坦的实体和个人被指帮助巴基斯坦的核活动和弹道导弹计划一同被加入清单。
2021年12月16日，美国商务部工业安全局发布最终裁定，将中国军事医学科学院等25家中国实体列入“实体清单”，声称中国正在利用新兴的生物技术，开发未来的军事应用，其中包括“基因编辑、人体性能增强和脑机接口”。

2022年8月23日，美國商務部將中国航天科技集团公司第九研究院第771研究所、第772研究所，中国空间技术研究院第502研究所、第513研究所，中国电子科技集团第43研究所、第58研究所以及珠海欧比特控制公司列入出口管制名单。
2022年2月7日，美國商务部宣布将33家中国实体列入出口管制“未经验证清单”，理由是“无法令人满意地完成最终用户访问而导致其诚信无法核实”。
2022年10月5日，美国国防部宣布第二批因为与中国军方关系过于密切而被列入黑名单的中国公司名单，其中包括全球制造和出售民用无人机最多的大疆、全球最大的基因组学研发机构华大基因、以及全球最大的建筑承包商中国建筑集团。制裁一共涉及13家中国公司。
2022年12月15日，美国政府将36家中国半导体制造商列入黑名单，要求它们获得许可后才能享有美国技术，理由是其为“中国军方和国防工业提供先进人工智能芯片”或“支持俄罗斯军方”。
2023年2月10日，美国商务部以支持中国人民解放军的航空航天计划為由將中國六个实体列入贸易黑名单。
2023年3月23日，美国政府将14家中国公司列入危险信号名单，要求美国出口商在向这些中企发货之前进行更多的尽职调查。
2024年4月10日，联众集群（北京）科技有限公司、西安丽科创新信息技术有限公司、北京安怀信科技股份有限公司和思腾合力(天津)科技有限公司因涉嫌为中国军方采购AI芯片被美國列入出口管制实体清单。

### 违反美国对委内瑞拉的单边制裁
2020年11月30日，美国财政部宣布对中国电子进出口有限公司实施制裁，理由是它支持委内瑞拉总统马杜罗破坏民主。美国财政部发表声明说，中国电子进出口有限公司支持马杜罗左翼政府“限制互联网服务，进行数码监控，对政治反对派进行网络行动。”声明说：“美国将毫不犹豫地针对协助压制委内瑞拉和世界各地的人的民主意志的任何人采取行动。”

### 违反美国对朝鲜、伊朗、叙利亚的单边制裁
2019年3月21日，美国财政部宣布再制裁两家协助朝鲜逃避国际制裁的中国公司。财政部在一份声明中说，位于辽宁省大连市的两家国际货运公司协助朝鲜政权使用欺骗手段躲避联合国以及美国对朝鲜的制裁。声明说，位于大连市中山区港湾街20号的大连海博（Dalian Haibo音译）国际货运公司向朝鲜一家贸易公司(Paeksol)提供商品和服务，而那家朝鲜公司为朝鲜出口金属或煤，让平壤政权受益。大连的另一家公司辽宁丹兴国际货运有限公司被指参与了朝鲜的运输业，并经常利用欺骗手法让派驻到欧盟国家的朝鲜官员们为平壤政权采购商品。次日，美国总统特朗普在推特发文，撤回美国财政部星期四对朝鲜做出的新制裁。白宫国家安全委员会没有对记者们不断的询问做出评论。白宫发言人桑德斯星期四只发布简短声明说：“特朗普总统喜欢金正恩委员长，总统认为这些制裁没有必要。目前还不清楚特朗普22日在推文中指的制裁是那些制裁。他在佛罗里达他的私人俱乐部海湖庄园时推的这个推文说：“美国财政部今天宣布，在现有对朝鲜制裁的基础上，进一步实施大规模的制裁。我今天下令，撤回这些额外的制裁。”
2019年5月13日，美国商务部工业与安全局宣布，因违反《美国出口管制条例》规定向伊朗政府及中国人民解放军提供技术、损害美国国家安全，对中国内地和香港的4个实体及2个个人实施制裁，将其列入管制实体名单
2019年5月23日，美国国务院国际安全与防扩散局发布通知，由于违反美国不扩散制裁法案向伊朗、朝鲜和叙利亚输送美国管制清单上的物品、技术或服务，美国对13个中国实体和个人，以及伊朗、俄罗斯和叙利亚的9个实体实施制裁，有效期两年。
2019年9月25日，美国财政部发布公告，以违反美国对伊朗制裁令为由，将包括中远海运（大连）有限公司、大连中远海运油运船员船舶管理有限公司、中和石油有限公司、昆仑航运有限公司、昆仑控股有限公司和飞马88有限公司在内的5名中国公民和6家中国实体列入实体清单。
2020年12月16日，美国财政部外国资产办公室（OFAC）宣布对位于中国和阿联酋的四家公司实施制裁，理由是这些实体帮助此前已被制裁的众祥石化有限公司（Triliance Petrochemical Co. Ltd）出口伊朗石化产品。被列入制裁名单的中国公司是东海国际船舶管理有限公司（Donghai International Ship Management Limited）和东南石化有限公司（Petrochem South East Limited），后者总部位于香港。
2021年1月5日，美国财政部宣布对伊朗钢铁行业施加了新一轮制裁，在特朗普政府任内的最后几周继续加强对德黑兰施压。制裁名单包括一家中国供货商，12家伊朗重要的钢铁和金属制品企业和一名伊朗公民，以及其他三个外国企业。被制裁的中国公司是位于河南的开封平煤新型碳材料科技有限公司。该公司生产的石墨电极是是制造钢铁的重要原料之一。
2021年12月10日，美国财政部外国资产管制办公室宣布对中国重庆柠色动漫发展有限公司、上海弘漫动漫设计工作室及其股东Lu Hezheng、上海墨星文化传播有限公司实施制裁。美财政部的新闻稿指控朝鲜为躲避联合国制裁，常常派遣国民借用学生和观光签证前往中国和俄罗斯打工赚取外汇，以支撑朝鲜的大规模杀伤性武器和弹道弹道项目的研发。这些外派的朝鲜国民一直遭受监控、被迫长时间工作，而且工作报酬的一大部分被朝鲜当局没收。
2022年3月24日，美国国务院宣布按照《伊朗、朝鲜和叙利亚不扩散法》(INKSNA)对一家位于中国的实体以及位于俄罗斯和朝鲜的五个实体与个人进行制裁。美国指控这些实体与个人参与了武器扩散活动。被制裁的中国实体是郑州南北仪器设备有限公司(Zhengzhou Nanbei Instrument Equipment Co. Ltd)。美国国务院说，该公司向叙利亚提供了受澳大利亚集团(Australia Group)化学与生物武器不扩散机制管控的设备。澳大利亚集团是多国出口管控机制和非正式论坛，目的是确保其出口不被用于化学或生物武器研发的国家。
2022年7月6日，美国财政部宣布制裁埃德加商务解决方案（Edgar Commercial Solutions）。财政部说这家公司从受制裁的伊朗公司购买并出口了石化产品，利用香港的幌子公司粲泽工业有限公司（Lustro Industry Limited）来掩盖大宗购买石化产品的角色。粲泽工业有限公司当日一并受到了制裁。
2023年3月2日，美國政府以暗中援助俄羅斯、伊朗、緬甸為由將包括華大基因和浪潮集團的子公司在內的28個中國實體列為出口限制對象。
2023年3月9日，美國以中國企業向伊朗无人机制造商供应零部件為由将五家中国企业和一名个人列入制裁黑名单。
2023年6月6日，美國以涉嫌销售离心机以及有色金属给伊朗中介商PB Sadr為由將浙江轻机实业公司、香港Ke.Do国际贸易有限公司、青岛中融通贸易发展有限公司列入制裁名單。
2023年10月，美国财政部宣布对被指控参与伊朗导弹和无人机制造的11名个人、8个实体以及1艘船只实施制裁，其中包括中国内地与香港的公司和个人。
2024年7月24日，美國以支持朝鲜的弹道导弹计划為由对六名个人以及五家中国公司实施制裁。
2024年7月30日，美国以协助伊朗的弹道导弹和无人机项目為由制裁了中国的个人和实体。

### 通信安全国家紧急状态
2019年5月16日，美国总统特朗普签署行政命令宣布进入国家紧急状态，允许美国禁止“外国对手”拥有或掌控的公司提供电信设备和服务。美国商务部宣布将华为及其70家公司列入出口管制实体名单之列，命令未经批准的美国公司不得销售产品和技术给华为公司。
2019年8月7日，白宫宣布禁止美國政府部门购买华为的设备和服务。
2019年8月19日，美国商务部表示，美国将延长华为从美国公司购买产品的许可90天，以便为现有客户提供服务。同时，美国商务部决定将另外46家华为的子公司列入实体清单中。
2021年3月12日，美国联邦通信委员会公布了对国家安全构成不可接受的风险的通信设备与服务商清单。华为、中兴、海能达、海康威视、大华5家企业被列入该清单。
2022年3月25日，中国电信美洲公司、中国移动国际（美国）公司以及卡巴斯基实验室被列入清單。

### 新疆问题
2019年10月7日，美國商務部將海康威视、大华科技、科大讯飞、旷视科技、商汤科技、美亚柏科、溢鑫科技和依图科技以及新疆维吾尔自治区公安厅、新疆生產建設兵團公安局列入美国管制實體清單。中國外交部對此表示強烈不滿，發言人耿爽聲明新疆所採取的反恐和去極端化措施是為了防範極端主義及恐怖主義。
2020年7月10日，美国财政部依照总统特朗普于2017年12月依照《全球马格尼茨基人权问责法》签署的13818號行政命令，对中共新疆维吾尔自治区党委书记陳全國、新疆维吾尔自治区人民代表大会常务委员会副主任朱海侖、新疆维吾尔自治区公安廳廳長王明山及新疆维吾尔自治区公安廳黨委書記霍留軍及新疆维吾尔自治区公安厅进行制裁，四人在美资产将被冻结，与亲属无法进入美国，
2020年7月20日，美国商务部表示，将把11家中国企业列入美国经济黑名单。商务部称，这些企业涉嫌参与中国侵犯新疆维吾尔族人权的行动。商务部表示，这些企业涉嫌使用维吾尔族和其他穆斯林少数民族的强迫劳动力。这11家企业中包括几家纺织企业和两家政府表示正在进行基因分析的企业，这些分析用于进一步镇压维吾尔族和其他穆斯林少数民族。美国商务部长罗斯谴责北京强迫劳动与收集分析DNA以压制其公民。他表示，“今天的制裁行动将确保美国的商品与美国的技术不会帮助中共对新疆维吾尔族和其他少数民族犯下反人类罪和恶劣的侵犯人权行为，包括强行采集DNA”。
2020年7月31日，美国财政部宣布对新疆生产建设兵团(XPCC)、兵团原党委书记孙金龙、以及党委副书记、司令员彭家瑞实施制裁，“因他们涉及严重侵犯新疆少数民族人权“。
2021年3月22日，美国国务卿安东尼·布林肯宣布了与加拿大、英国和欧洲联盟一道发布的《全球马格尼茨基法》（Global Magnitsky）制裁措施，制裁对象是执行北京在新疆压制维吾尔族人和其他以穆斯林为主的少数民族的中华人民共和国两个实体的高层官员。受到美国最新制裁的是新疆公安厅厅长陈明国和新疆生产建设兵团党委书记王君正。新疆生产建设兵团听命于中国政府最高层领导人并控制着新疆20%的经济活动。
2021年6月23日，美国商务部限制对五家中国实体的出口，称这些实体与中国侵犯人权的行为有牵连，这其中包括为太阳能电池板行业生产多晶硅的大型企业。本次被列入美国商务部实体清单的实体包括合盛硅业、大全新能源有限公司旗下的新疆大全新能源股份有限公司、上海制造业巨头东方希望集团旗下的新疆东方希望有色金属有限公司、香港上市公司协鑫新能源的子公司新疆协鑫新能源材料股份有限公司和新疆生产建设兵团。
2021年7月9日，美国商务部工业和安全局將中国电子科学研究院、新疆联海创智信息科技、立昂技术、新疆汤立科技、深圳科葩信息技术、新疆熙菱信息技术、北京格灵深曈信息技术、深圳市华安泰智科技，成都西物信安智能系统等14家企业納入出口管制实体清单，理由是協助中华人民共和国政府迫害新疆人權。
2021年12月10日，美國财政部宣佈制裁前新疆自治区主席雪克来提·扎克尔、新疆自治区代理主席艾尔肯·吐尼亚孜、清华大学公共管理学院研究员胡联合以及新疆自治区副主席兼公安厅长陈明国，並且他们的亲人也不得入境美国。此外還將涉及新疆监控的商汤科技列入中国军工复合企业的名单上。
2021年12月16日，美国财政部将8家中国公司列入“中国军工复合体企业”名单，其中包括全球最大的商用无人机制造商大疆创新以及多个生物技术公司，并严禁对名单上的公司进行投资和出口技术。报导称，大疆等公司被列入其"中国军工复合体企业"名单的理由是，这些公司被指参与了对维吾尔族穆斯林的监控。
2023年3月28日，美國以涉嫌帮助北京政府压迫新疆维族人為由对5家中国公司实施贸易限制。
2023年6月9日，美國以迫害維吾爾族為由宣佈禁止美國从中国打印机制造商纳思达以及該公司设于珠海的8家子公司进口产品。另外新疆中泰化学股份有限公司也因此被排除在美国的供应链外。
2023年9月26日，由美国国土安全部牵头的跨机构组织强迫劳动执法工作组将新疆众泰集团股份有限公司、新疆天山羊毛纺织股份有限公司和新疆天棉基业纺织有限公司列入《防止强迫维吾尔人劳动法》实体清单。
2023年12月8日，美国宣布禁止从中国新疆地区进口涉嫌使用强迫维吾尔人劳动制造的产品的黑名单扩大到三家新的中国公司。
2024年8月8日，美国以侵犯维吾尔人权為由宣布禁止从五家中国公司进口产品。
2024年11月22日，美国国土安全部以违反《防止强迫维吾尔人劳动法》为由，将29家中企列入限制进口实体清单。
2025年1月14日，美國以涉维吾尔强迫劳动為由將37家中企列入实体清单。

### 西藏问题
2023年8月22日，美国国务卿布林肯对被指参与强迫同化藏族兒童的中国官员实施签证限制。

### 香港問題
2020年8月7日，美國財政部宣佈，制裁11名損害香港自治的中国内地和香港官員，行政長官林鄭月娥位列制裁名單之中。美國財政部譴責她在2019年試圖通過逃犯條例修訂、在2020年中推動《香港國安法》中扮演關鍵角色，「施行北京打壓自由和民主程序的政策」。
2020年12月7日，美國財政部因中华人民共和国政府褫奪4名香港立法會議員的資格，宣佈制裁包括中共中央政治局委員王晨在內的第十三屆全國人大常委會副委員長全數共14人。
2021年7月16日，美国财政部宣佈對香港中聯辦副主任陈冬、何靖、卢新宁、仇鸿、谭铁牛、杨建平与尹宗华實施制裁。7月24日，中方宣布对该制裁进行反制裁，其中最新制裁清单包括前美商务部长小威尔伯·路易斯·罗斯、美国国会“美中经济与安全评估委员会”（USCC）主席卡罗琳·巴塞洛缪、“国会—行政部门中国委员会”（CECC）前办公室主任乔纳森·斯迪沃斯、“美国国际事务民主协会”金度允、“美国国际共和研究所”在港授权代表亚当·金、“人权观察”中国部主任索菲·理查森以及“香港民主委员会”等7个美方人员和实体。
2021年12月20日，美国国务院、财政部宣布将5名香港中联办副主任列入制裁名单。
2025年3月31日，美国以跨国镇压以及侵蚀香港自治為由对包括香港律政司司长林定国在內的六名中国大陆和香港官员实施制裁。

### 人权问题
2017年12月21日，美国总统川普签署行政命令，宣布制裁全球13名严重人权施害者和腐败分子，其中包括一名中国公安系统官员。被列入制裁“黑名单”的这名中国官员是时任北京警察学院党委书记、北京市公安局朝阳分局前任局长高岩。他被认为对中国人权活动人士曹顺利的非正常死亡负有责任。

2020年12月9日，美国财政部对中国澳门最大黑社会14K组织头目尹国驹实施制裁。美国财政部在一份声明中说，这些制裁还适用于以尹国驹为首的三个实体。美国政府还将另外两名来自利比里亚和吉尔吉斯共和国的人列为制裁对象。美国财政部说，这个有组织的犯罪集团从事贩毒、非法赌博、敲诈勒索、贩卖人口和其他一系列犯罪活动。财政部外国资产控制办公室(OFCA)还指定了三家由尹国驹拥有或控制的实体——总部设在柬埔寨的世界鸿门历史文化协会；总部设在香港的东美集团；以及总部设在帕劳的帕劳中国鸿门文化协会。
2020年12月10日，美国国务院宣布了一批制裁国外官方人员的名单，其中包括厦门市基层民警黄元雄，他时任厦门市公安局思明分局梧村派出所第二警务队指导员（副科级）。
2021年5月12日，美国国务院公布《2020国际宗教自由报告》，国务卿布林肯指责中国政府犯下危害人类罪和种族灭绝暴行。此外，美国国务院宣布制裁前任成都市人民政府防范和处理邪教问题办公室主任余辉，理由是“迫害法轮功成员”。
2022年3月21日，美國宣布对参与压制中国境内外的少数民族和宗教少数群体成员以及宗教和精神修炼者的中国官员施加签证限制。
2022年12月9日，美国宣布制裁前中共西藏党委书记吴英杰和前西藏公安厅厅长张洪波。除了上述二人之外，还有任意关押法轮功学员的前四川重庆地区监狱副监狱长唐勇。
2022年12月9日，美国宣布制裁涉嫌非法捕鱼及侵犯员工人权的福建省平潭县远洋渔业集团有限公司和大连远洋渔业金枪鱼钓有限公司。

### 南海问题
2020年8月27日，美国商务部宣布将中国交通建设5家下属企业、中国电子科技集团1家下属企业、中国船舶集团1家下属企业等共计24家企业列入美国出口管制实体清单，理由是“帮助中国军队在南海修建人工岛”。
2020年12月18日晚，美国商务部工业与安全局宣布，由于“参与了中国在南海的海洋权利主张，帮助中国获取和开发近海海洋资源”，将中国交通建设股份有限公司、重庆川东船舶重工有限责任公司、中船黄埔文冲船舶有限公司、广新海事重工股份有限公司、广州市泰诚船舶工业有限公司等列入美国《出口管制条例》实体清单。

### 中国—柬埔寨经济合作项目
2020年9月15日，美国财政部发表声明，表示将根据《全球马格尼茨基人权问责法》和美国有关行政令，对在柬埔寨七星海地区进行旅游开发的天津优联投资发展集团有限公司实施制裁，理由是该公司为该公司为中国国有企业、涉嫌贿赂柬埔寨高级将领、七星海项目可能被中国政府用于军事目的等。优联集团则回应指，该公司为天津民营企业，及柬埔寨宪法不允许在本国领土建立任何外国军事基地等。

### 参与导弹技术扩散活动
2022年1月，美国以导弹技术扩散為由对中国航天科技集团一院、中国航天科工集团四院，以及保利科技公司等中国三家企业主體實施制裁。
2023年10月20日，美国国务院表示对中华人民共和国的三家实体进行制裁，原因是这些公司为巴基斯坦的弹道导弹计划提供可用于导弹的物品。
2024年4月19日，美国国务院发言人宣佈对三个位于中华人民共和国的實體實施制裁，因為這3個實體參與巴基斯坦的弹道导弹计划。

### 销售芬太尼问题
2021年12月15日，美国财政部宣布制裁一个被指控指挥中美之间合成毒品贸易的人叶全发（Chuen Fat Yip）和四家公司：武汉远成共创科技有限公司、上海迅精化学、河北环浩生物科技、河北艾豚商贸有限公司。
2023年5月30日，美国财政部宣布制裁中国七家实体和六名个人，理由是参与在国际上销售生产非法药品的设备。
2023年11月16日，美方将早前被列入制裁清单的中国公安部物证鉴定中心从清单中移除，以努力推动与中国在打击芬太尼等合成毒品的合作。

### 美國安全問題
2023年6月12日，美國以参与培训中国军事飞行员和从事其他威胁美国国家安全的活动為由将43个实体列入出口管制名单，其中就包括先丰服务、上海超算科技有限公司等31个中国实体。
2023年9月25日，美國商務部工業和安全局以違反美國國家安全利益或外交政策宣布將10家中國企業以及1名個人加入到實體清單中。
2025年3月25日，美國將50多家来自中国的实体列入出口限制名单。

## 已撤銷的制裁

### 巴黎统筹委员会的禁运
1949年中華人民共和國成立後，先前美國对苏联实施的禁止出售军事技术或基础设施的禁运被扩大至中华人民共和国。朝鲜战争爆发后，美國进一步限制與中華人民共和國的贸易。1972年，美國總統理查德·尼克松取消了對中華人民共和國的贸易禁运。

### 未经验证清单（UVL）
2023年12月19日，美国商务部工业与安全局将包括承德奥斯力特电子科技有限公司（Chengde Oscillator Electronic Technology Co。）、中国第二重型机械集团公司（China National Erzhong Group）、宁波大艾激光科技有限公司（Ningbo III Lasers Technology Co。， Ltd。）以及新疆东方希望新能源有限公司（Xinjiang East Hope New Energy Company Ltd。）在內的4家中国公司移出“未经验证清单”（UVL）。

## 制裁名单上的中国企业与机构
未有注释的，系被美国商务部列入美国《出口管制条例》实体清单制裁的企业与机构。

### 教育机构
- 北京航空航天大学
- 中国人民大学
- 湖南大学
- 西北工业大学
- 西安交通大学
- 电子科技大学
- 四川大学
- 同济大学
- 广东工业大学
- 南昌大学[119]
- 哈尔滨工程大学
- 哈尔滨工业大学
- 北京理工大学
- 南京理工大学
- 南京航空航天大学
- 北京邮电大学
- 天津大学
- 中国科学技术大学

### 商业和行政机构
- 中央军事委员会装备发展部[註 1]
- 福建晋华集成电路有限公司[19]
- 达闼科技
- 北京云计算中心
- 北京锦程环宇科贸
- 北京高压科学研究中心
- 成都精密光学工程研究中心
- 中国九原贸易公司
- 哈尔滨创越科技有限公司
- 哈尔滨蕴力达科技开发有限公司
- 精纳科技有限公司
- 快急送物流（中国）有限公司
- 顶峰多尺度波音所
- 奇虎360
- 四川鼎澄物资贸易公司
- 四川新天元科技有限公司
- 四川图斯克进出口贸易有限公司
- 砺剑天眼科技有限公司
- 公安部物证鉴定中心[註 2]
- 阿克苏华孚
- 云从科技[註 3]
- 烽火科技集团
- 南京纤之家星空通信发展
- 东方网力[註 3]
- 云天励飞[25]
- 北京旭润科技公司
- 普威视科技服务公司
- 江苏天元金属粉末有限公司
- 戎邦光电设备公司
- 上海丙至国际贸易公司
- 中国（大连）科技碳石墨制造总公司
- 浙江兆晟科技公司
- 武汉三江进出口公司[47]
- 中科曙光
- 无锡江南计算技术研究所
- 海光公司
- 成都海光集成电路
- 成都海光微电子技术[26]
- 中远海运（大连）有限公司
- 大连中远海运油运船员船舶管理有限公司
- 中和石油有限公司
- 昆仑航运有限公司
- 昆仑控股有限公司
- 飞马88有限公司[48]
- 华为[註 3][註 4]
- 中广核集团[註 3][註 4][3]
- 海康威视[註 3][註 4]
- 大华科技
- 科大讯飞
- 旷视科技[註 3]
- 商汤科技[註 3]
- 美亚柏科[註 3]
- 溢鑫科技
- 依图科技[註 3]
- 新疆维吾尔自治区公安厅[註 5][註 4]
- 新疆生产建设兵团
- 新疆生產建設兵團公安局
- 昌吉溢达纺织
- 合肥宝龙达信息技术有限公司
- 長虹美菱
- 和田浩林发饰有限公司
- 和田市泰达服装有限公司
- 今创集团
- 南京新一棉纺织印染有限公司
- 南昌欧菲光科技有限公司
- 碳元科技
- 华大基因
- 中交疏浚（集团）股份有限公司
- 中交天津航道局有限公司
- 中交上海航道局有限公司
- 中交广州航道局有限公司
- 中交第二航务工程局有限公司
- 北京市环佳通信技术公司
- 常州国光数据通信有限公司
- 中国电子科技集团第七研究所
- 广州宏宇科技有限公司
- 广州通光通信技术有限公司
- 中国电子科技集团芯片技术（集团）有限公司
- 中国电子科技集团思仪科技股份有限公司
- 中国电子科技集团第十六研究所
- 中国电子科技集团第三十研究所
- 中国电子科技集团第三十二研究所
- 中国电子科技集团第三十六研究所
- 中国电子科技集团第四十一研究所
- 中国电子科技集团第四十五研究所
- 中国船舶集团第七二二研究所
- 中国电子科技集团有限公司第电子装备集团有限公司
- 北京崇新八达科技开发有限公司
- 广州广有通信设备有限公司
- 广州海格通信集团股份有限公司
- 桂林长海发展有限责任公司
- 湖北广兴通信科技有限公司
- 陕西长岭电子科技有限责任公司
- 上海凯波水下工程有限公司
- 北京特立信电子技术股份有限公司
- 天津广播器材有限公司
- 天津七六四航空电子技术有限公司
- 天津七六四通信导航技术有限公司
- 武汉迈力特通信有限公司[103]
- 天津优联投资发展集团有限公司[註 5]
- 中国电子进出口有限公司[120]
- 浪潮集团[註 3]
- 南京熊猫电子股份有限公司[註 3]
- 中科曙光[註 3]
- 中国移动有限公司[註 3]
- 中国核工业集团公司[註 3]
- 中国电信集团有限公司[註 3]
- 中国航空工业集团公司[註 3]
- 中国航天科技集团公司[註 3]
- 中国航天科工集团公司[註 3]
- 中国电子科技集团有限公司[註 3]
- 中国南方工业集团公司（中国兵器装备集团）[註 3]
- 中国船舶重工股份有限公司[註 3]
- 中国船舶集团有限公司[註 3]
- 中国北方工业集团公司[註 3]
- 中国航空发动机集团[註 3]
- 中国铁建股份有限公司[註 3]
- 中国中车股份有限公司[註 3]
- 中国运载火箭技术研究院[註 3]
- 中国东方红卫星股份有限公司[註 3]
- 中国联合网络通信集团有限公司[註 3]
- 中国电子股份有限公司[註 3]
- 中国化工集团有限公司[註 3]
- 中国化学工程集团公司[註 3]
- 中化集团有限公司[註 3]
- 中国建筑集团有限公司[註 3]
- 中国三峡集团有限公司[註 3]
- 中国核工业建设集团[註 3]
- 中芯国际（及其附属公司）
- 无锡中德美联生物技术有限公司
- 中国科学器材有限公司
- 大疆创新[註 3]
- 光启集团
- 中国航天动力技术研究院
- 北京百慕航材高科技股份有限公司
- 北京安达泰克科技有限公司
- 北京力威尔航空精密机械有限公司
- 北京光明远大电子有限公司
- Beijing Siyuan Electronic Co., Ltd.
- 西安航天发动机有限公司
- 成都航利航空科技有限责任公司
- 中国航空工业标准件制造有限责任公司
- 中船西江造船有限公司
- 上海屹领电子科技有限公司
- 飞扬国际进出口有限公司
- 合肥市富华精密机械制造有限公司
- 香港特区政府飞行服务队
- 广州航新航空科技股份有限公司
- 贵州航宇科技发展股份有限公司
- 贵州黎阳国际制造有限公司
- 中航直升机股份有限公司
- 杭州轴承试验研究中心有限公司
- 哈尔滨通用飞机工业有限责任公司
- 河南航天精工制造有限公司
- 湖南南方通用航空发动机有限公司
- 重庆奥普泰通信技术有限公司
- 江苏美龙航空部件有限公司
- 湖北航宇嘉泰飞机设备有限公司
- 金城集团进出口有限公司
- 毒物分析实验室
- 美迪希实验仪器（上海）有限公司
- 中国航空工业集团公司金城南京机电液压工程研究中心
- 国家卫星气象中心
- 自然资源部第二海洋研究所
- 陕西航空电气有限责任公司
- 陕西飞机工业有限责任公司
- 上海航天设备制造总厂有限公司
- 上海飞机设计研究院
- 上海飞机制造有限公司
- 上海天朗电子技术有限公司
- 沈阳仪表科学研究院有限公司
- 沈阳飞机工业（集团）有限公司
- 沈阳西子航空产业有限公司
- 四川航特航空设备有限公司
- 深圳市诚泰航材设备有限公司
- 江苏苏美达仪器设备有限公司
- 苏州市意可机电有限公司
- 无锡航亚科技股份有限公司
- 无锡派克新材料科技股份有限公司
- 无锡透平叶片有限公司
- 西安飞机工业（集团）航电进出口有限公司
- 西飞科技（西安）工贸有限公司
- 中国航发西安动力控制有限责任公司
- 西安飞机工业（集团）有限公司
- 西安西航集团莱特航空制造技术有限公司
- 西安西罗航空部件有限公司
- 宜宾三江机械有限责任公司
- 浙江完美新材料科技有限公司
- 中国交通建设股份有限公司[註 3][註 4]
- 重庆川东船舶重工有限责任公司
- 中船黄埔文冲船舶有限公司
- 中船重工鹏力（南京）超低温技术有限公司
- 广新海事重工股份有限公司
- 广州市泰诚船舶工业有限公司
- 中国船舶工业集团（及其附属公司）
- Nanjing Asset Management Co., Ltd.
- 江苏南航恒响科教器材公司
- 同方威视技术股份有限公司
- 诺思（天津）微系统有限责任公司
- 天津微纳制造技术有限公司
- 中国商用飞机有限责任公司[註 3]
- 中关村发展集团[註 3]
- 箩筐技术公司[註 3]
- 中微半导体设备（上海）有限公司[註 3]
- 广东高云半导体科技股份有限公司[註 3]
- 大新华航空有限公司[註 3]
- 中译语通科技股份有限公司[註 3]
- 中国航空集团有限公司[註 3]
- 世界鸿门历史文化协会[註 5]
- 东美集团[註 5]
- 中国鸿门文化协会[註 5]
- 中国海洋石油集团有限公司
- 北京天骄航空产业投资有限公司[註 3][121]
- 国家高性能集成电路（上海）设计中心
- 深圳市信微电子有限公司
- 国家超级计算济南中心
- 国家超级计算深圳中心
- 国家超级计算无锡中心
- 国家超级计算郑州中心
- 天津飞腾信息技术有限公司
- 北京东土军悦科技有限公司
- 北京燕京电子有限公司
- 合盛硅业
- 新疆大全新能源股份有限公司
- 新疆东方希望有色金属有限公司
- 新疆协鑫新能源材料股份有限公司
- 北京格灵深瞳信息技术股份有限公司
- 北京海力联合科技有限公司
- 北京中电兴发科技有限公司
- 成都西物信安智能系统有限公司
- 中国电子科技集团公司电子科学研究院
- 杭州华澜微电子股份有限公司
- 潤信科技有限公司
- 上海金卓科技有限公司
- 北京东土科技股份有限公司
- 立昂技术股份有限公司[註 3]
- 深圳市科葩信息技术有限公司
- 深圳市华安泰智能科技有限公司
- 苏州科达科技股份有限公司
- 同方锐安科技有限公司
- 乌鲁木齐天耀伟业信息技术服务有限公司
- 武汉锐科光纤激光技术股份有限公司
- 新疆北斗同创信息科技有限公司
- 新疆联海创智信息科技有限公司
- 新疆熙菱信息技术股份有限公司
- 新疆汤立科技有限公司
- 杭州中科微電子
- 國科微電子
- 新華三半導體
- 西安航天華迅科技
- 蘇州雲芯微電子科技
- 合肥微尺度物質科學國家研究中心
- 國盾量子
- 上海國盾量子信息技術公司
- 本源量子计算技术（合肥）股份有限公司
- 中国人民解放军军事科学院军事医学研究院（中国人民解放军军事医学科学院）
- 航天晨光股份有限公司
- 长沙景嘉微电子股份有限公司
- 中国电子科技集团有限公司第五十二研究所
- 康泰尔科技有限公司
- 福建火炬电子科技股份有限公司
- 杭州海康微影传感科技有限公司
- 华海通信国际有限公司
- 香港昌华电子科技有限公司
- 华视界电子
- Hyper Systems Union Limited
- 内蒙古第一机械集团有限公司
- Integrated Scientific Microwave Technology
- 江苏亨通海洋光网系统有限公司
- 江苏亨通光电股份有限公司
- ROV Solutions
- 陕西亚成微电子股份有限公司
- 上海爱信诺航芯电子科技有限公司
- 上海傲世控制科技股份有限公司
- 深圳市瑞芬科技有限公司
- 鸣洋电气有限公司
- Wavelet Electronics
- 中天科技海缆股份有限公司
- 陝西智恩機電科技
- Peaktek Company Ltd.
- 寶利(亞太)集團（北京東方遠望石油科技公司）
- 深圳嘉兆科技（含台灣嘉兆科技有限公司）
- 保利亞太實業
- 峰泰(香港)有限公司
- 武汉远成共创科技有限公司
- 上海迅精化学
- 河北环浩生物科技
- 河北艾豚商贸有限公司
- 中国航发南方工业有限公司
- 北京世维通科技股份有限公司
- 北京众合航迅科技有限公司
- 中国第二重型机械集团德阳万航模锻有限责任公司
- 滁州惠科光电科技有限公司
- 东莞度润光电科技有限公司
- 东莞惠群电子有限公司
- 广东光华科技股份有限公司
- 广西铟泰科技有限公司
- 广州海目星激光科技有限公司
- 哈尔滨新光飞天光电科技有限公司
- 合肥安信瑞德精密制造有限公司
- 鹤山市得润电子科技有限公司
- 湖北龙昌光学有限公司
- 湖北兴福电子材料有限公司
- 济南邦德激光股份有限公司
- 久天智能装备有限公司
- 昆山恒瑞诚工业科技有限公司
- 上海微电子装备（集团）股份有限公司
- 双翔（福建）电子有限公司
- 苏州超微精纳光电有限公司
- 苏州昀冢电子科技股份有限公司
- 苏州亮宇模具科技有限公司
- 无锡药明生物技术股份有限公司
- 上海药明生物技术有限公司
- 无锡透平叶片有限公司
- 云南天合立光电技术有限公司
- 郑州百维智能自动化
- 株洲中车特种装备科技有限公司
- 郑州南北仪器设备有限公司
- 福建省平潭县远洋渔业集团有限公司
- 大连远洋渔业金枪鱼钓有限公司
- 纳思达股份有限公司
- 新疆中泰化学股份有限公司[122]